# María Cristina Bustos de Coronel
María Cristina Bustos Ledesma de Coronel (Tucumán, 20 de febrero de 1945, secuestrada desaparecida 14 de marzo de 1977, Buenos Aires) fue una abogada, militante del peronismo revolucionario, víctima de la última dictadura cívico militar de Argentina.

## Breve reseña
Nació el 20 de febrero de 1945 en la ciudad de San Miguel de Tucumán. 
Militó en el Peronismo de Base primero y luego fue militante de Montoneros. Trabajó en el Ministerio de Trabajo donde actuó en la defensa de obreros azucareros y de presos políticos. En esta función, participó de la causa de José Carlos Coronel, también tucumano militante de las FAR y luego Secretario Político de Montoneros, con quien estaba en pareja. que fue encarcelado en 1971. Con la amnistía de Cámpora, José Carlos fue liberado y se casó con María Cristina en 1973, mudándose ambos a Buenos Aires.

### El combate de Villa Luro
José Carlos Coronel fue asesinado en un operativo el 29 de septiembre de 1976, en el llamado “combate de Villa Luro”. La casa de Buenos Aires, en que estaba reunido con otros 4 compañeros fue sitiada por las fuerzas armadas. El tiroteo duró 3 horas y decidieron agotar sus municiones y no entregarse con vida. Víctimas simultáneas: Ismael Salame, Alberto José Molinas, Ignacio José Bertrán y María Victoria Walsh. José Carlos tenía 32 años.

## Secuestro y desaparición
El 14 de marzo de 1977 fue secuestrada junto con su hija Lucía de 10 meses de edad. La niña permaneció con su madre en cautiverio en la ESMA hasta el día siguiente, cuando miembros del mismo grupo de tareas que las secuestró la separaron y la llevaron al Hospital Elizalde (Casa Cuna), donde estuvo una semana más antes de ser entregada a su abuela paterna.

## Homenaje
En agosto de 2012 se realizó un homenaje con el emplazamiento de la Baldosa Conmemorativa de los Abogados Víctimas del Terrorismo de Estado Carlos Ernesto Patrignani, Jorge Ernesto Turk, José Pablo Bernard y María Cristina Bustos de Coronel, detenidos y desaparecidos durante la última dictadura cívico-militar, que se cumplió en un sector de la plaza de los Dos Poderes que comparten la Legislatura y la sede principal del Poder Judicial jujeño.